# 基幹放送の業務に係る特定役員及び支配関係の定義並びに表現の自由享有基準の特例に関する省令
基幹放送の業務に係る特定役員及び支配関係の定義並びに表現の自由享有基準の特例に関する省令（きかんほうそうのぎょうむにかかるとくていやくいんおよびしはいかんけいのていぎならびにひょうげんのじゆうきょうゆうきじゅんにかんするしょうれい）は、いわゆるマスメディア集中排除原則を規定する総務省令である。

## 構成
2024年（令和6年）6月27日現在
第1章 総則
　第1条 目的
　第2条 定義
第2章 基幹放送の業務に係る特定役員及び支配関係の定義
　第3条 特定役員の定義
　第4条 特別の関係
　第5条 支配関係に該当する議決権の占める割合
　第6条 支配関係に該当する兼任役員の占める割合
　第7条 法第2条第32号ハに定める場合
第3章　基幹放送の業務に係る表現の自由享有基準の特例
第8条 通則
　第9条 認定放送持株会社であって総務省令で定めるもの
　第10条 認定経営基盤強化計画に従って特例役員兼任関係を有する場合の特例
　第11条 経営困難状態等に係る特例
　第12条 特定隣接地域等に係る特例
　第13条 第9条第2号ロの規定の適用に係る特例
　第14条 第8条第7号イ及び第9条第3号ハの規定の適用に係る特例
　第15条 雑則
「法」は放送法の略

## 概要

### 沿革
2014年（平成26年）- 放送法改正により第2条第32号に支配関係が定義
- 基幹放送の業務に係る支配関係の定義が、基幹放送の業務に係る表現の自由享有基準に関する省令から放送法に移行した。

2015年（平成27年）- 放送法改正を受け本省令が制定され、4月1日に改正放送法とともに施行
- 同時に基幹放送の業務に係る表現の自由享有基準に関する省令および基幹放送の業務に係る表現の自由享有基準に関する省令の認定放送持株会社の子会社に関する特例を定める省令は廃止された。